# Köhlerliesel
Köhlerliesel (Originalschreibweise: Köhler-Liesel) ist ein deutscher volkstümlicher Schlager. Karl Theodor Uhlisch (1891–1958) aus Braunschweig hatte ihn 1923 als „Marschlied“ komponiert und getextet. 1957 veränderte Erich Storz in Absprache mit Uhlisch den Text des Refrains (alte Fassung: „In Altenau, auf Bergeshöhen“, neue Fassung: „Im Harzer Land, auf Bergeshöhn“) und veröffentlichte das Lied erstmals kommerziell erfolgreich. Uhlisch wurde bei seinen Aufenthalten in Altenau im Oberharz zu dem Lied inspiriert. Es erschien im Musikverlag E.K.B. (E. Krause, Braunschweig). Zuvor hatte der Harth Musik Verlag in Leipzig das Lied schon 1952 ohne Nennung des Autors in einem Tonsatz von Albert Kranz (1879–1953) veröffentlicht. Mit derselben Urheberangabe wurde es zuerst 1953 in der DDR von Herbert Roth und seiner Gruppe auf amiga-Schellack veröffentlicht (Nr. 1 30 204-A; Matrize AM 1701).
Das Lied wurde 1957 von der Gruppe „Die Heimatsänger“ gesungen und stand vier Wochen an der Spitze der Charts. Später wurde es durch zahlreiche Musiker interpretiert, so z. B. von den Geschwistern Reisinger, von Alfons Bauer, Will Glahé, Renate und Werner Leismann, den Kirmesmusikanten, Tony Marshall, Paul Biste sowie Marianne und Michael.
Köhlerliesel wurde auch in andere Sprachen übersetzt:
- unter dem Titel Liselotte ins Dänische (Übersetzung: Nero Young), gesungen von Grete Klitgaard sowie von Birthe Wilke[10]
- unter dem Titel Annemieke ins Niederländische, gesungen von De Zomersproeten[10]
- unter dem Titel Visa om Hannelore ins Schwedische, gesungen von Lars Klintorph.[11]

Der Liedtext besteht inhaltlich aus den zu erwartenden Versatzstücken volkstümlicher Musik. Besungen werden aus der Perspektive eines verliebten Mannes eine junge Köhlerin und zugleich die landschaftlichen Schönheiten des Harzes.
Das Lied ist auch Bestandteil der Filmmusik des österreichischen Heimatfilms Hohe Tannen (1960), der in Österreich ursprünglich unter dem Titel Köhlerliesel veröffentlicht wurde. Im Film wird das Lied von Gerlinde Locker gesungen.